# فرودگاه مینا
فرودگاه مینا (به انگلیسی: Mina Airport) یک فرودگاه همگانی است که یک باند فرود خاک دارد و طول باند آن ۱۴۰۲ متر است. این فرودگاه در شهر مینا، نوادا کشور ایالات متحده آمریکا قرار دارد و در ارتفاع ۱۳۸۷ متری از سطح دریا واقع شده‌است.